# El joc dels assassins
El joc dels assassins (títol original en anglès, The Killer's Game) és una pel·lícula de comèdia d'acció estatunidenca de 2024 dirigida per J. J. Perry i escrita per Rand Ravich i James Coyne, basada en la novel·la homònima de 1997 de Jay Bonansinga. La pel·lícula és protagonitzada per Dave Bautista, Sofia Boutella, Terry Crews, Scott Adkins, Pom Klementieff i Ben Kingsley. S'ha subtitulat al català.
Es va estrenar als Estats Units amb la distribució de Lionsgate el 13 de setembre de 2024. Va rebre crítiques negatives i es considera un fracàs de taquilla.
El rodatge principal va començar el juliol de 2023 a Budapest. La gravació que va rebre una exempció d'acord provisional per continuar malgrat la vaga d'SAG-AFTRA de 2023.